# Deutsches Schauspielhaus
Pour les articles homonymes, voir Schauspielhaus (homonymie).

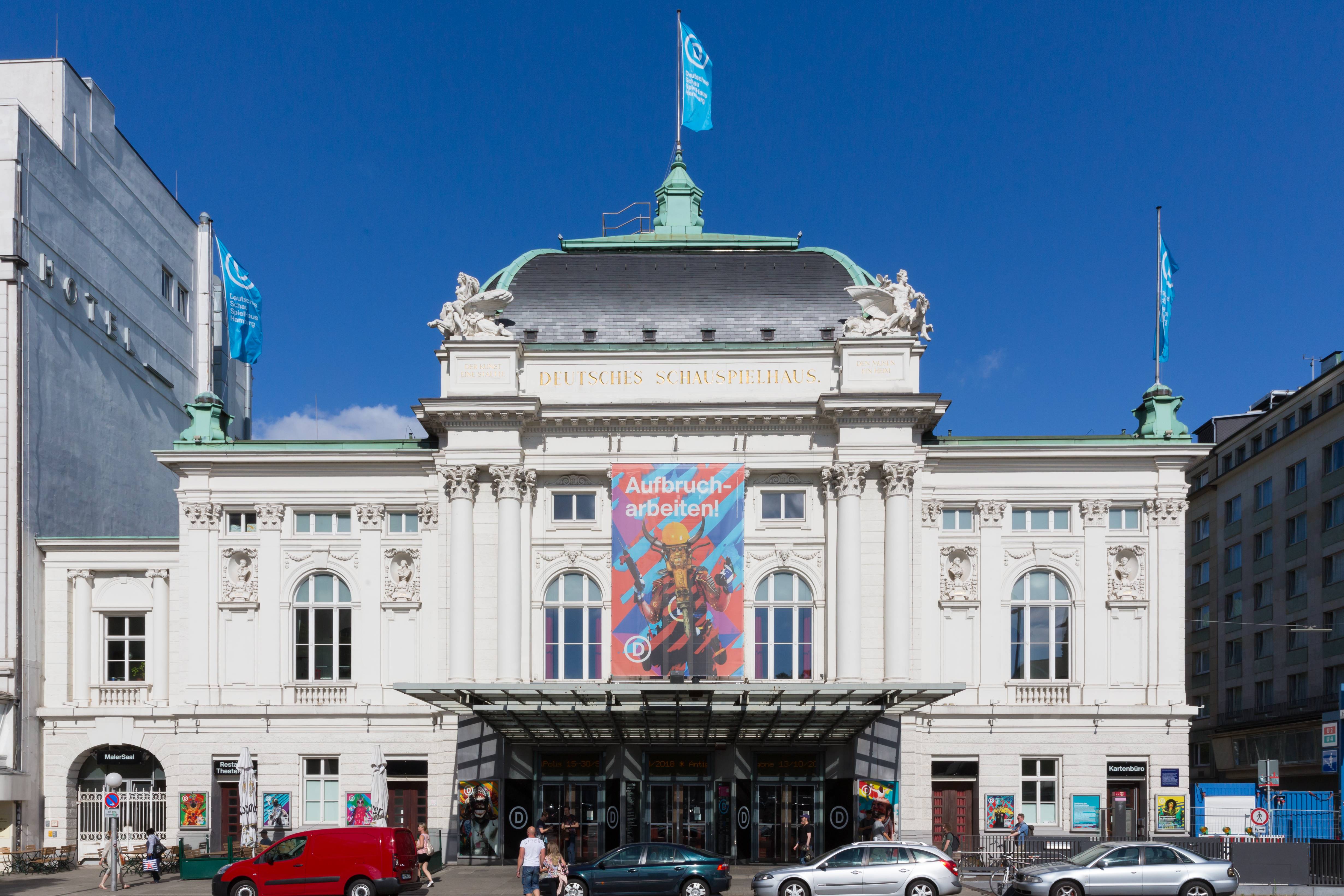
Le Deutsches Schauspielhaus.

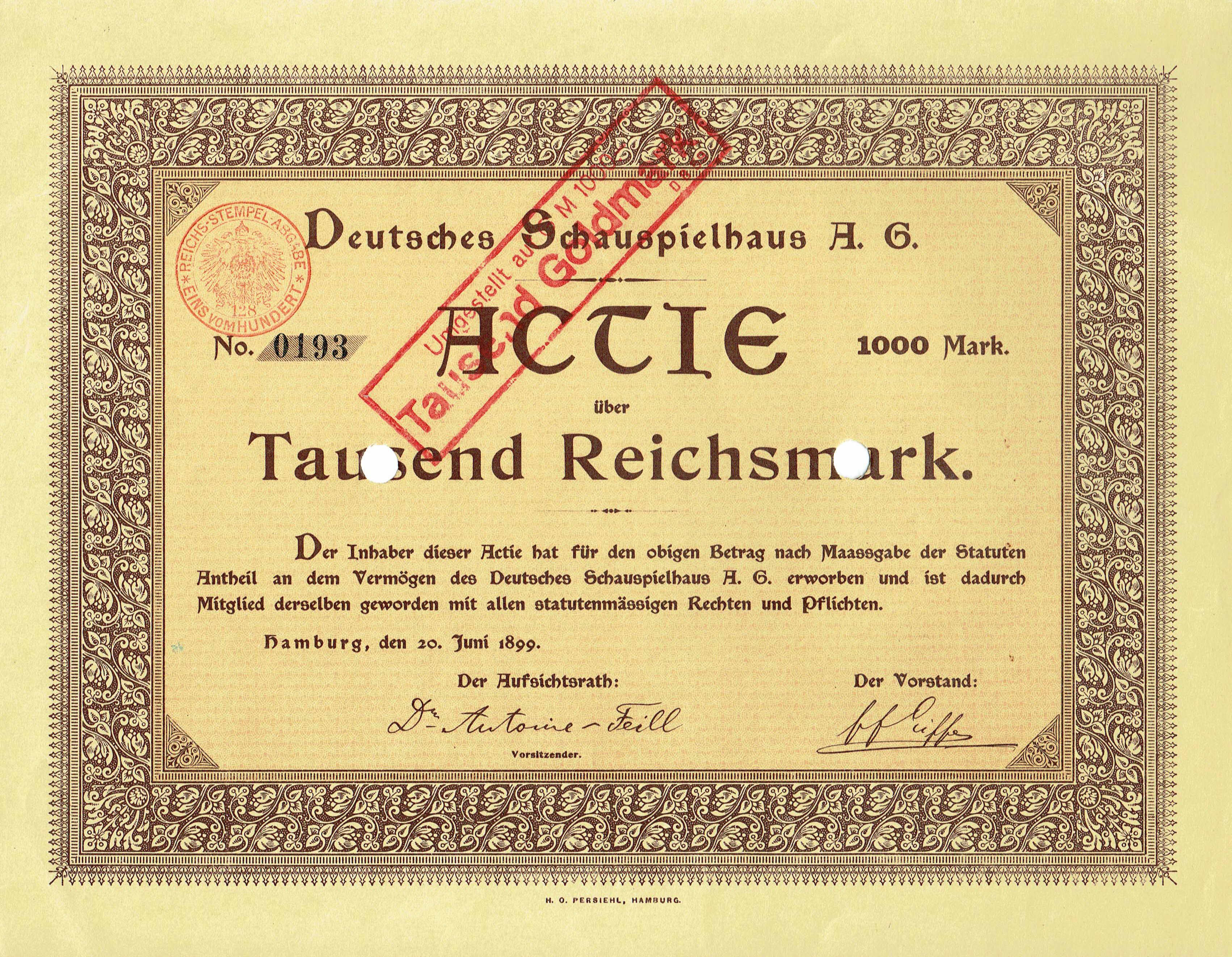
Action de la Deutsches Schauspielhaus AG en date du 20 juin 1899

Le Schauspielhaus de Hambourg est le plus grand théâtre d'Allemagne avec une capacité de 1 192 places. Il se situe dans le quartier Saint-Georges. Il a une salle annexe de 145 places, le Malersaal.
Le Schauspielhaus a été construit par Ferdinand Fellner entre 1899 et 1900 dans un style néo-baroque et a été inauguré le 15 septembre 1900 sous la direction du baron Alfred von Berger.

## Intendants
Les directeurs, ou intendants, du Schauspielhaus sont les suivants : 
- 1900–1910 : Alfred Freiherr von Berger (de)
- 1910–1913 : Carl Hagemann (de)
- 1913–1918 : Max Grube (de)
- 1918–1926 : Paul Eger (de)
- 1926–1928 : Erich Ziegel
- 1928–1932 : Hermann Röbbeling (de)
- 1932–1945 : Karl Wüstenhagen (de)
- 1945–1946 : Rudolf Külüs (de)
- 1946–1948 : Arthur Hellmer (de)
- 1948–1955 : Albert Lippert (de)
- 1955–1963 : Gustaf Gründgens
- 1963–1968 : Oscar Fritz Schuh (de)
- 1968 : Egon Monk
- 1968–1969 : Gerhard Hirsch
- 1969–1970 : Hans Lietzau (de)
- 1970–1971 : Rolf Liebermann
- 1972–1979 : Ivan Nagel (de)
- 1979–1980 : Günter König (de) et Rolf Mares (de)
- 1980–1985 : Niels-Peter Rudolph (de)
- 1985–1989 : Peter Zadek
- 1989–1991 : Michael Bogdanov (de)
- 1991–1993 : Gerd Schlesselmann
- 1993–2000 : Frank Baumbauer (de)
- 2000–2005 : Tom Stromberg (de)
- 2005–2010 : Friedrich Schirmer (de)
- 2010– : Jack F. Kurfess